# Andrzej Katrusiak
Andrzej Szczepan Katrusiak – polski chemik, dr hab. nauk chemicznych, profesor zwyczajny Zakładu Chemii Materiałów Wydziału Chemii Uniwersytetu im. Adama Mickiewicza w Poznaniu.

## Życiorys
W 1979 ukończył studia na Uniwersytecie im. Adama Mickiewicza, natomiast w 1983 obronił pracę doktorską, otrzymując doktorat, a w 1990 uzyskał stopień doktora habilitowanego na podstawie rozprawy zatytułowanej Wpływ wysokiego ciśnienia na strukturę kryształów. 14 kwietnia 1997 otrzymał tytuł naukowy profesora w zakresie nauk chemicznych.
Był członkiem Komitetu Krystalografii III Wydziału – Nauk Matematycznych, Fizycznych i Chemicznych Polskiej Akademii Nauk oraz pełni funkcję profesora zwyczajnego w Zakładzie Chemii Materiałów Wydziału Chemii Uniwersytetu im. Adama Mickiewicza w Poznaniu.
W 2022 odznaczony Krzyżem Kawalerskim Orderu Odrodzenia Polski.

## Wybrane publikacje
- 1999: X-ray, FTIR and ab Initio HF Studies of OHO Hydrogen Bonds in 4-dimethylamino-2,6-dimethylpirydine N-oxide 4-toulenesulphonate. Proton Transfer in OHO Complexes and Correlation Between the O...O, C-O and N-O Distances and Delta pKa, str. 49-61[1]
- 2005: X-ray and DFT studies of the structure, vibrational and NMR spectra of 2-amino-pyridine betaine hydrochloride[1]
- 2007: Hydrogen bonds and electrostatic interactions in 1:1 and 2:1 complexes of homarine with mineral acids studied by NMR, FTIR, DFT and X-ray diffraction[1]
- 2007: Crystal and molecular structure, hydrogen bonding and electrostatic interactions of bis(homarine) hydrogen perchlorate studied by X-ray diffraction, DFT calculations, FTIR and Raman spectroscopies[1]
- 2012: Chiral aggregation hierarchy in high-pressure resolved 2-butanol and 2,3-butanediol[1]
- 2012: Imidazole hidden polar phase[1]
- 2015: Structural, spectroscopic and theoretical studies of dimethylphenyl betaine complex with two molecules of 2,6-dichloro-4-nitrophenol[1]
- 2018: Spectroscopic, structural and theoretical investigation of 1,3-bis(3-hydroxymethylpyridinium)-propane dibromide, tetrabromozincate and tetrabromocuprate[1]